# Dve Mogili
Dve Mogili (bulharsky Две могили) je město ležící v severním Bulharsku, ve východní kopcovité části Dolnodunajské nížiny zvané Dunajská pahorkatina. Je správním střediskem stejnojmenné obštiny a žije v něm přibližně 3 700 obyvatel.
Městem prochází železniční trať Ruse – Gorna Orjachovica, která je součástí evropského dopravního koridoru IX.

## Historie

### Nejstarší období
Blízké okolí bylo osídleno již v pravěku, jak dokládají nálezy v jeskyni Orlova Čuka 4 km od města. Šlo o kamenné a pazourkové nářadí, kosti z jeskynního medvěda, jelena, související s paleolitem datované přibližně do 40 000 př. n. l. a dále o keramické zlomky z eneolitu cca 3000 – 2000 př. n. l.
Nedaleko města se nacházejí důkazy i o pozdějším osídlení. Ze starověku to jsou starší i pozdně antické nekropole a pevnosti jihovýchodně od města, ze středověku pak důkazy o osídlení jako zbytky základů, cihel, střešní tašky a kusy domácího náčiní, pravděpodobně související s relativně raným osídlením Slovanů a Protobulharů.

### Osmanská nadvláda
První písemné zmínky pocházejí především z daňových soupisů z první poloviny 15. století. Z nich se usuzuje, že osada pravděpodobně existovala ještě předtím, než spadala pod osmanskou nadvládu, nelze však přesně určit kdy. V tureckém textu se je její název zapsán jako Do mogila. Překladatelé odvozují, že část do je zkomolené slovo to, které v perštině a znamená dva. Ve spojení se slovanským slovem mogila dostává smysl současný název, česky dvě mohyly, zejména proto, že se poblíž vesnice mohyly nacházejí.
Původně se rejstříků usuzovalo, že šlo o nově založenou vojnuckou ves, ale tato hypotéza je pravděpodobně chybná, protože v oné době v osadě žilo jak vojnucké, tak bulharské obyvatelstvo. Tak se soudí podle listiny z roku 1656, kde je zaznamenán odvod daně z ovcí, kterou vojnuci neodváděli. Chov ovcí byl ve vesnici rozvinutý a věnovalo se mu 79 až 132 místních obyvatel – Bulharů a Turků.
Z doby Osmanské říše existuje jen málo dokumentů o obci Dve Mogili, více informací je až z poloviny 19. století. Během bulharského národního obrození a až do osvobozenecké války patřila vesnice ke kaze v Ruse. V oné době hledalo mnoho lidí z balkánských vesnic živobytí na polích a v důsledku toho se v průběhu jednoho století zde usadilo asi 70 rodin.

### Rusko-turecká válka (1877–1878)
Podle ruských zdrojů měla tehdejší ves 100 domů a 550 obyvatel. Údajně byla na začátku války napadena silnými oddíly bašibozuků a Čerkesů, kteří ji vyplenili, ale dospělí obyvatelé nebyli postiženi, protože se jim podařilo utéct do vesnice Gorno Ablanovo, již osvobozené Rusy, a malé děti se ukryly do bezového křoví u vesnice. Místní Turci vesnici opustili, ale po válce se jich mnoho vrátilo.
Rusové vstoupili do vsi 6. července 1877 a zaujali pozice na severovýchodních výšinách, přičemž velitelství zůstalo ve vesnici. Hlavní síly se nacházely ve směru na vesnici Mečka a Trăstenik a koncem září je Rusové v očekávání rozhodující bitvy významně posílili. Boje se odehrávaly poblíž vesnic Obretenik, Trăstenik, Kacelovo, Ivanovo, Pirgovo a Mečka, kde byli Turci nakonec poraženi. U dědiny Dve Mogili nebyly svedeny žádné bitvy a nenacházejí se tu žádné hroby z té doby, přestože tu je mnoho památek, které připomínají tehdejší kruté boje. Obec se stala zázemím frontové linie, která probíhala 4 – 5 km od ní. Byly zde  umístěny ošetřovny a místní obyvatelstvo podporovalo ruské vojáky  poskytováním zpravodajských informací, zabezpečením přístřeší a potravinami, přestože bylo v obtížné ekonomické situaci.

### Po osvobození
Významnou osobou té doby byl vojvoda Filip Totju, který ve vsi strávil poslední roky svého života. Je proslulý svými revolučními aktivitami a několik let po osvobození následoval své příbuzné a usadil zde. Jeho dům se zachoval až do roku 1970 a místní obyvatelstvo mu říkalo „vojvodský dům“. Protože byl nespokojen se současným společenským vývojem, nezůstal v něm a okolo roku 1892 si koupil dům v Ruse. V roce 1895, již v pokročilém věku, se vévoda oženil s místní ženou, známou jako babička Velika a přestěhovali do vsi Dve mogili, kde si nakonec postavili pěkný dům, upravený v balkánském stylu; dům byl v roce 1980 přeměněn v muzeum. V tomto domě vojvoda zemřel 22. března 1907. Je pohřben na zdejším hřbitově a jeho potomci mu v roce 1973 postavili v centru města pomník.
Na nádraží Dve Mogili sepsal v noci 22. září 1908 tehdejší předseda vlády Bulharska Alexandăr Malinov manifest za nezávislost Bulharska, která byla následně prohlášena ve Velkém Trnovu.

## Obyvatelstvo
Níže uvedená tabulka ukazuje vývoj populace města od třicátých let (1934 – 2021):
| rok      | 1934  | 1946  | 1956  | 1965  | 1975  | 1985  | 1992  | 2001  | 2011  | 2021  |
| populace | 3 457 | 3 911 | 4 646 | 5 501 | 5 608 | 5 390 | 5 096 | 4 714 | 4 218 | 3 579 |

K 15. září 2024 ve městě žilo 3 693 obyvatel a bylo zde trvale hlášeno 4 329 obyvatel. Podle sčítání z 1. února 2011 bylo národnostní složení následující:
- Bulhaři: 2 453 (66.3 %)
- Turci: 932 (25.2 %)
- Romové: 300 (8.1 %)
- ostatní[p 2]: 16 (0.4 %)